# Vastse-Kuuste (gemeente)
Vastse-Kuuste (Estisch: Vastse-Kuuste vald) was een gemeente in de Estlandse provincie Põlvamaa. De gemeente telde 1167 inwoners op 1 januari 2017 en had een oppervlakte van 123,0 km². In oktober 2017 is de gemeente bij de gemeente Põlva vald gevoegd.
De landgemeente telde elf nederzettingen, waarvan de hoofdplaats Vastse-Kuuste de status van alevik (vlek) heeft.

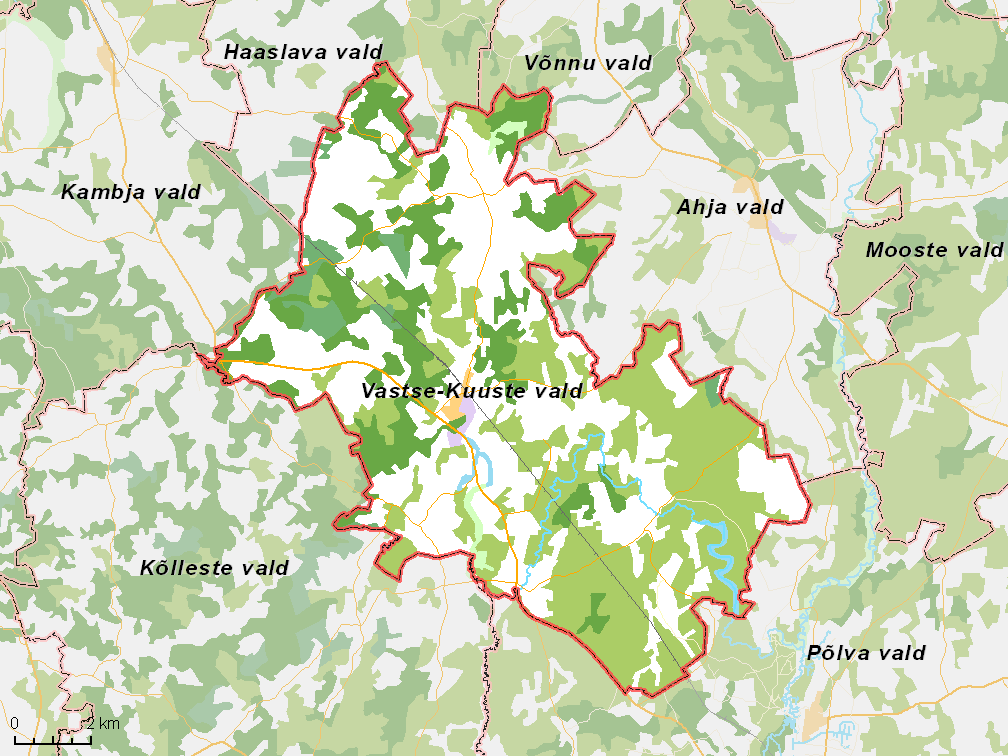
De gemeente met omliggende gemeenten, situatie begin 2017